# 유기 염소 화합물
유기 염소 화합물(Organochlorine compound)은 적어도 하나의 공유 결합 염소 원자를 함유하고 있는 유기 화합물이다. 클로로알케인(chloroalkane) 계열(하나 이상의 수소가 염소로 대체된 알케인)이 일반적인 예이다.

## 자연 발생
수많은 유기 염소 화합물들이 박테리아에서 인간에 이르는 자연원에서 분리된다. 유기 염소 화합물들은 거의 모든 생물분자와 천연물(알칼로이드, 테르펜, 아미노산, 플라보노이드, 스테로이드, 지방산 포함)에서 발견된다.